# Communauté de communes Grand Orb
Die Communauté de communes Grand Orb, offiziell mit dem Zusatz communauté de communes en Languedoc, ist ein französischer Gemeindeverband mit der Rechtsform einer Communauté de communes im Département Hérault in der Region Okzitanien. Sie wurde am 1. Januar 2014 gegründet und umfasste 24 Gemeinden. Der Verwaltungssitz befindet sich im Ort Bédarieux.

## Historische Entwicklung
Der Gemeindeverband entstand 2014 durch die Fusion der Vorgängerorganisationen
- Communauté de communes d’Avène, Orb et Gravezon,
- Communauté de communes Combes et Taussac,
- Communauté de communes des Monts d’Orb und
- Communauté de communes Pays de Lamalou-les-Bains

mit anderen Gemeinden.
Mit Wirkung vom 1. Januar 2025 wurden die bis dahin selbstständigen Gemeinden Dio-et-Valquières und Lunas zur Commune nouvelle Lunas-les-Châteaux zusammengelegt. Dies reduzierte die Anzahl der Gemeinden des Gemeindeverbands auf 23.

## Mitgliedsgemeinden
| Gemeinde                         | Einwohner 1. Januar 2022 | Fläche km² | Dichte Einw./km² | Code INSEE | Postleitzahl |
| -------------------------------- | ------------------------ | ---------- | ---------------- | ---------- | ------------ |
| Avène                            | 294                      | 62,65      | 5                | 34019      | 34260        |
| Bédarieux                        | 5.820                    | 27,82      | 209              | 34028      | 34600        |
| Brenas                           | 57                       | 10,59      | 5                | 34040      | 34650        |
| Camplong                         | 217                      | 13,25      | 16               | 34049      | 34260        |
| Carlencas-et-Levas               | 115                      | 10,78      | 11               | 34053      | 34600        |
| Ceilhes-et-Rocozels              | 247                      | 27,82      | 9                | 34071      | 34260        |
| Combes                           | 321                      | 10,97      | 29               | 34083      | 34240        |
| Graissessac                      | 569                      | 10,03      | 57               | 34117      | 34260        |
| Hérépian                         | 1.559                    | 8,77       | 178              | 34119      | 34600        |
| Joncels                          | 261                      | 46,24      | 6                | 34121      | 34650        |
| La Tour-sur-Orb                  | 1.346                    | 30,65      | 44               | 34312      | 34260        |
| Lamalou-les-Bains                | 2.421                    | 6,18       | 392              | 34126      | 34240        |
| Le Bousquet-d’Orb                | 1.594                    | 11,83      | 135              | 34038      | 34260        |
| Le Poujol-sur-Orb                | 944                      | 4,58       | 206              | 34211      | 34600        |
| Le Pradal                        | 325                      | 3,80       | 86               | 34216      | 34600        |
| Les Aires                        | 613                      | 20,54      | 30               | 34008      | 34600        |
| Lunas-les-Châteaux               | 822                      | 63,66      | 13               | 34144      | 34650        |
| Pézènes-les-Mines                | 236                      | 26,87      | 9                | 34200      | 34600        |
| Saint-Étienne-Estréchoux         | 257                      | 3,58       | 72               | 34252      | 34260        |
| Saint-Geniès-de-Varensal         | 216                      | 12,55      | 17               | 34257      | 34610        |
| Saint-Gervais-sur-Mare           | 839                      | 24,29      | 35               | 34260      | 34610        |
| Taussac-la-Billière              | 462                      | 14,62      | 32               | 34308      | 34600        |
| Villemagne-l’Argentière          | 420                      | 8,06       | 52               | 34335      | 34600        |
| Communauté de communes Grand Orb | 19.955                   | 460,13     | 43               | –          | –            |